# Свєшнікова Ольга Степанівна
Ольга Степанівна Свєшнікова (21.02.1909 або 1908—1987) — українська лікарка та дослідниця в галузі медицини, зокрема педіатрії. Професорка та завідувачка кафедри педіатрії Київського медичного інституту.
1937 року закінчила педіатричний факультет Харківського медичного інституту. Після закінчення та до 1941 року викладала в Харківському інституті підвищення кваліфікації лікарів. У 1941—1944 роках була в евакуації, працювала асистентом в Інституті переливання крові в Тбілісі. 1944 року переїхала з родиною до Львова, де до 1952 року працювала в Львівському медичному інституті на посаді асистента кафедри педіатрії.
1952 року її чоловіка Анатолія Воробйова перевели до Києва, невдовзі призначивши директором Інституту фізіології АН УРСР. Ольга Свєшнікова почала працювати на кафедрі педіатрії Київського медичного інституту. Того ж року вона захистила кандидатську дисертацію на тему «Лечение стрептомицином тубркулезного менингита у детей». У 1960-ті займалася проблемами дитячих геморагічних хвороб, зокрема хвороби Верльгофа та геморагічного васкуліту. 1967 року захистила докторську дисертацію на тему «Этиология, патогенез, клиника и лечение болезни Верльгофа и Шенляйн-Геноха у детей».
У 1971—1975 роках була завідувачкою кафедри педіатрії лікувального факультету Київського медичного інституту.

Могила Ольги Свєшнікової

Померла 1987 року в Москві, де останні роки життя жила в родині сина-дипломата. Похована разом з чоловіком Анатолієм Воробйовим на Байковому кладовищі в Києві.

## Наукові праці
- Свешникова О. С. Рефераты научно-исследовательских работ кафедры нервных болезней. Львів, 1950, с. 143-145
- Zil'berbrand LP, Godina RM, Sveshnikova OS. [Case of toxic allergic epidermal necrolysis--the Lyell's syndrome]. Pediatr Akus Ginekol. 1970;6:28-29. PMID: 5519452.
- Свешникова О. С. Отдаленные результаты наблюдения над детьми, перенесшими спленэктомию по поводу болезни Верльгофа. Сов. медицина, 1969, т. 32, No 6, с. 135-136. PMID: 5816747.
- Sveshnikova OS. [Capillaroscopy in Werlhof's disease in children]. Pediatr Akus Ginekol. 1965 Sep-Oct;5:20-21. PMID: 5895903.
- SVESHNIKOVA OS. [IMMUNOLOGIC REACTIONS FOLLOWING HORMONE THERAPY AND SPLENECTOMY IN CHILDREN WITH WERLHOF'S DISEASE]. Sov Med. 1964 Sep;28:116-118. PMID: 14257228.
- SVESHNIKOVA OS. [STEROID HORMONE THERAPY OF CHILDREN WITH AUTOIMMUNE AND NONIMMUNE WERLHOF'S DISEASE]. Pediatr Akus Ginekol. 1963;6:12-14. PMID: 14108097.
- SVESHNIKOVA OS. [CLINICAL ASPECTS AND CLASSIFICATION OF WERLHOF'S DISEASE IN CHILDREN]. Pediatr Akus Ginekol. 1964;6:22-25. PMID: 14329645.
- Svéshnikova OS. [Late results of observations on children with Werlhof's disease]. Pediatr Akus Ginekol. 1967;6:12-13. PMID: 5629020.